# NFKB1
La subunidad p105 del factor nuclear NF-kappa-B (NFKB1) es una proteína codificada en humanos por el gen NFKB1.
Este gen codifica una proteína de 105 kDa que puede sufrir procesamiento co-traduccional el proteasoma 26S para generar una proteína de 50 kDa. La proteína de 105 kDa es un inhibidor Rel específico de transcripción y la de 50 kDa es una subunidad de unión a ADN del complejo proteico NF-κB. NF-κB es un factor de transcripción que es activado por diversos estímulos intra- y extracelulares, tales como citoquinas, radicales libres de oxígeno, radiación UV y productos bacterianos y virales. El complejo NF-κB activado es traslocado al núcleo celular y estimula la expresión de genes implicados en una amplia variedad de procesos biológicos; en torno a 200 genes conocidos son dianas de NF-κB en varios tipos de células diferentes, bajo condiciones específicas. Una activación inapropiada de NF-κB se ha asociado con un cierto número de enfermedades inflamatorias, mientras que una inhibición persistente de NF-κB conduce a un desarrollo incorrecto de células del sistema inmune o un retraso en el crecimiento celular.

## Interacciones
La proteína NFKB1 ha demostrado ser capaz de interaccionar con:
- NFKBIE[3]
- IKK2[4][5]
- MAP3K7IP2[6]
- STAT6[7]
- ITGB3BP[8]
- IκBα[9][10]
- NFKB2[11]
- RELA[11][12]
- RELB[11]
- TSC22D3[13]
- NOTCH1[14][15]
- HDAC1[16]
- LYL1[17]
- BCL3[18][19][5]
- STAT3[20]
- MAP3K8[21][11]
- MEN1[22]
- NCOA1[23][24]
- HMGA2[25]